# Victoire de l'Incarnation
Mère Victoire de l'Incarnation, en portugais Madre Vitória da Encarnação, O.S.C.Urb (6 mars 1661 — 19 juillet 1715) est une religieuse brésilienne du Couvent de Santa Clara do Desterro da Bahia, qui est morte en odeur de sainteté. 
Parmi les premières religieuses du Brésil, elle se distingue pour ses hautes vertus et poursuite de la perfection.

## Biographie
Née à Salvador da Bahia, elle est la fille du capitaine d'infanterie Bartolomeu Nabo Correia et de Luísa Bixarxe. Elle a un frère et trois sœurs, dont l'une vient avec elle au couvent.
Quand elle est admise parmi les religieuses clarisses, elle exerce en permanence la charité, l'humilité, la patience et beaucoup d'autres vertus. Elle aime et aide les pauvres et les malades qui frappent à la porte du couvent. Elle pratique souvent la prière et la pénitence, et répond pleinement à sa vocation. Bien que non canonisée, elle est appelée « la première sainte de Bahia ». Elle a vécu, est morte et a été enterrée dans le couvent de Santa Clara do Desterro (le plus ancien couvent de femmes du Brésil), où une partie de ses reliques sont exposées.
Cinq ans après sa mort, sa biographie est parue dans le livre História da Vida, e Morte da Madre Soror Victoria da Encarnação Religiosa Professa no Convento de Santa Clara do Desterro da Cidade da Bahia, publié à Rome en 1720, écrit par l’archevêque de Bahia, Sebastião Monteiro da Vide, le même qui en 1706 a ordonné le prêtre ermite Francisco da Soledade, qui a fondé le sanctuaire du Bom Jesus da Lapa et a également eu une réputation de sainteté.    
Plusieurs noms de la littérature brésilienne ont écrit sur elle. Parmi eux, les écrivains de Bahia Sebastião da Rocha Pita, Amelia Rodrigues, Afrânio Peixoto et Pedro Calmon. 